# Zgorzelec
Pour l’article homonyme, voir Zgorzelec (Grande-Pologne).
Zgorzelec (prononcé en polonais : /zgɔˈȥɛ.lɛt͡s/ ; en sorabe : Zhorjelc ; en allemand : Görlitz) est une ville dans le sud-ouest de la Pologne, le chef-lieu du powiat de Zgorzelec dans la voïvodie de Basse-Silésie et le siège de la gmina de Zgorzelec bien qu'elle n'en fasse pas partie. Située dans la région historique de Haute-Lusace, tout près de la frontière de l'Allemagne à la rivière Neisse, elle appartenait à la ville allemande de Görlitz jusqu'à la fin de la Seconde Guerre mondiale.

## Géographie
La ville est située sur la rive orientale de la Neisse (Nysa) au pied nord des Sudètes, à 80 kilomètres à l'ouest de Legnica et à 150 kilomètres à l'ouest de Wrocław. Les principales villes aux alentours sont Pieńsk au nord et Lubań à l'est, ainsi que Zawidów et Bogatynia au sud. Zgorzelec compte environ 30 000 habitants.
Plusieurs points de passages de frontière existent entre Zgorzelec et Görlitz, dont une passerelle piétonnière ouverte le 20/10/2004. Au nord de la ville, près du village de Jędrzychowice, l'autoroute A4 atteint la frontière allemande.
Zgorzelec/Görlitz est traversée par le 15e méridien est, qui représente l'heure normale d'Europe centrale. (CET). 

## Histoire

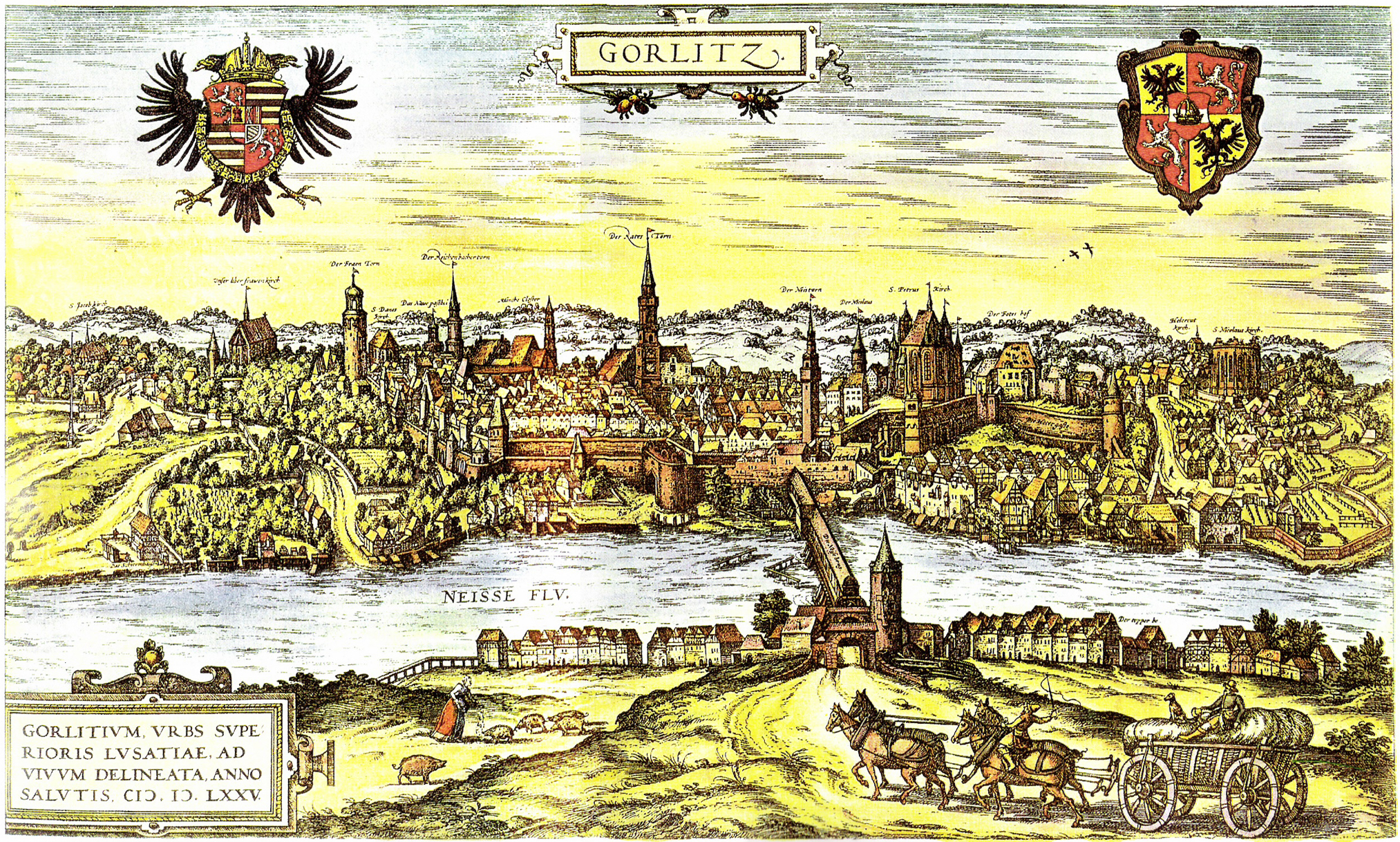
La ville de Görlitz en 1575, vue depuis l'est.

Pendant des siècles, le pont sur la Neisse à Görlitz était le seul endroit accessible où pouvaient traverser les charrettes lourdes sur la Via Regia, la route commerciale reliant les villes de Leipzig et de Wrocław (Breslau). Située à la porte de la Neisse, il faisait partie des fortifications de la ville médiévale. Depuis le début des temps modernes, l’actuelle ville de Zgorzelec était jusqu'en 1945 le faubourg orientale de la ville, au-delà de la rivière. De 1816 à 1945, Görlitz fait partie de l'arrondissement de Görlitz dans le district de Liegnitz au sein de la province de Silésie.
À la fin de la Seconde Guerre mondiale, l'Armée rouge remit rapidement aux autorités polonaises l'administration des quartiers orientaux de la ville et les habitants qui ne s’étaient pas encore enfuis furent expulsés dans la zone d'occupation soviétique de l'ancien Reich. On hésita ensuite pour savoir si cette moitié de ville serait définitivement réunie à la Pologne. C’est pourquoi, dans les premières années qui suivirent 1945, fort peu de Polonais vinrent s’y établir. 
Dans les années 1946-1948 la ville a abrité toute une colonie de communistes grecs (environ 14 000 personnes) qui avaient fui la guerre civile dans leur pays et qui sont pour la plupart retournés chez eux après la chute de la dictature militaire et la promulgation d'une amnistie générale. Leur séjour est rappelé par un festival grec qui existe encore et, paradoxalement, puisqu'il s'agit de réfugiés communistes, par une église orthodoxe grecque construite en 2002 à l'intention de ceux qui sont restés. 
La ligne Oder-Neisse ayant été fixée définitivement le 6 juin 1950 entre la République démocratique allemande et la République populaire de Pologne par le traité de Zgorzelec, le développement de la ville polonaise peut commencer et de nouveaux habitants venus de Pologne orientale et des nouveaux territoires ukrainiens s'y installent.

## Sport
Zgorzelec, malgré sa petite taille, est une grande ville de sport. Ainsi, elle accueille une équipe de basket de haut-niveau, disputant actuellement (2009-2010) le championnat européen Eurocoupe, la C2 du basket européen.

## Personnalités
- Ryszard Sobczak (né en 1967), escrimeur.

## Jumelages
- Avion (France)
- Naoussa (Grèce)
- Görlitz (Allemagne)

## Architecture
- Château baroque de Joachimstein à Radomierzyce (anciennement: Radmeritz).